# Wysypka
Wysypka (łac. exanthema), osutka – wykwity na skórze lub błonach śluzowych powstałe w wyniku: reakcji alergicznej, kontaktu z substancją chemiczną (np. jodem), szczepienia ochronnego, zatrucia lekami, bądź jako objaw choroby zakaźnej (np. odry, ospy, różyczki). W zależności od przyczyny występowania może być ona zlokalizowana w jednym miejscu ciała (np. półpasiec) lub dotknąć całą powierzchnię skóry. Wysypki występują w postaci: plam, pęcherzy, pęcherzyków, bąbli, krost lub grudek, a ich wygląd często ułatwia postawienie diagnozy.
Wśród wysypek można wyróżnić:
- wysypkę alergiczną – powstaje wskutek kontaktu z alergenem (np. pyłki roślinne, pokarmy, leki), przejawia się najczęściej swędzącymi bąblami lub grudkami;
- wysypkę zakaźną – stanowi swoisty objaw chorobowy.